# Ertuğrul Gazi

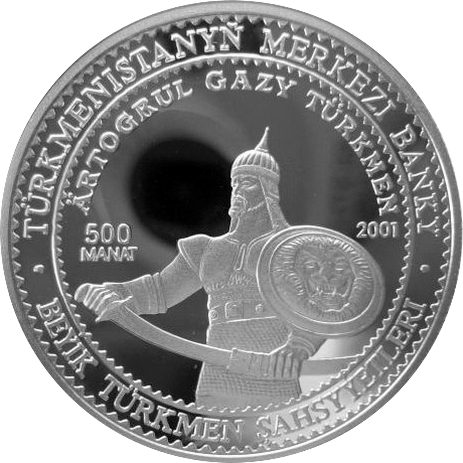
Fiktive Darstellung Ärtogruls auf einer Münze Turkmenistans; die Asadi-Moschee in der Hauptstadt Aschgabat ist nach ihm benannt

Ertuğrul Gazi (osmanisch أرطغرل Erṭoġrıl, İA Erṭuġrul; türkisch für er ‚männlich‘ und tuğrul ‚ein Greifvogel‘; geboren 1198 in Ahlat; gestorben 1281 oder 1282 in Söğüt) war ein oghusischer Clanführer und der Vater Osmans I., der die Dynastie der Osmanen gründete und dem Osmanischen Reich seinen Namen verlieh.

## Leben
Ertuğrul war der Führer eines turkmenischen (oghusischen) Clans, der im Zuge mongolischer Überfälle nach Kleinasien migrierte und vermutlich in den Jahren 1234–1235 dort ankam. In Anatolien ließ Ertuğrul sich in Söğüt (bei Kütahya in der Provinz Bilecik) nieder. Dort war Ertuğrul Herrscher eines der Grenzfürstentümer der Seldschuken-Sultane in Ikonion, dem späteren Konya. Er beteiligte sich an den Kriegen seines seldschukischen Oberherrn gegen die Mongolen und unternahm Überfälle auf byzantinisches Territorium.

### Stammbaum
Die ersten osmanischen Chroniken geben an, dass Osman Gazis Vater Ertuğrul war und dem oghusischen Unterstamm Kayı angehörte. Die Quellen führen Ertuğruls Stammbaum auf Oğuzhan und von dort auf den Propheten im Islam Noah zurück. Die ersten osmanischen Historiker Ahmedî, Enverî, Karamânî Mehmed Pascha geben an, dass Ertuğruls Vater Gündüz Alp war. Andere Quellen wie Aschikpaschazade besagen, sein Vater sei Süleyman Schah gewesen. Dies wird als unzutreffend betrachtet. Heute gilt als sicher, dass Gündüz Alp Ertuğruls Vater war. Dies wird auch durch eine Münze von Osman Gazi bekräftigt, auf der عثمان بن ارطغرل بن كوندوز آلپ Osman bin Ertuğrul bin Gündüz Alp, deutsch ‚Osman Sohn des Ertuğrul Sohn des Gündüz Alp‘ verzeichnet ist.

### Die Kayı unter Ertuğruls Vorfahren
Der Überlieferung nach kamen die Vorfahren Ertuğruls bereits während der ersten Eroberung Anatoliens unter den Seldschuken-Sultanen Tuğrul und Alp Arslan nach Ahlat und beteiligten sich hier an Gaza-Kriegen gegen Anatolien. Später führten sie Krieg in Begleitung der Ahlat-Fürsten gegen Georgien und das Kaiserreich Trapezunt. Zu Beginn des 13. Jahrhunderts geriet Ahlat unter ayyubidische Herrschaft. Mit der mongolischen Expansion nach Westen verließen Ertuğruls Vorfahren Ahlat und siedelten nach Mardin über. Hier verbündeten sie sich mit den Artuksöhnen, die ebenfalls den türkmenischen Kayı angehörten. Als die Mongolen auch Mardin zu plündern begannen, zog Gündüz Alp mit seinem türkmenischen Stamm nach Inneranatolien nach Pasinler weiter. In Pasinler starb Gündüz Alp, Ertuğrul wurde zum neuen Oberhaupt der Kayı. Während der mongolischen Expansion siedelten die Germiyan von Malatya nach Kütahya über.

### Verbundenheit mit dem Seldschuk-Haus

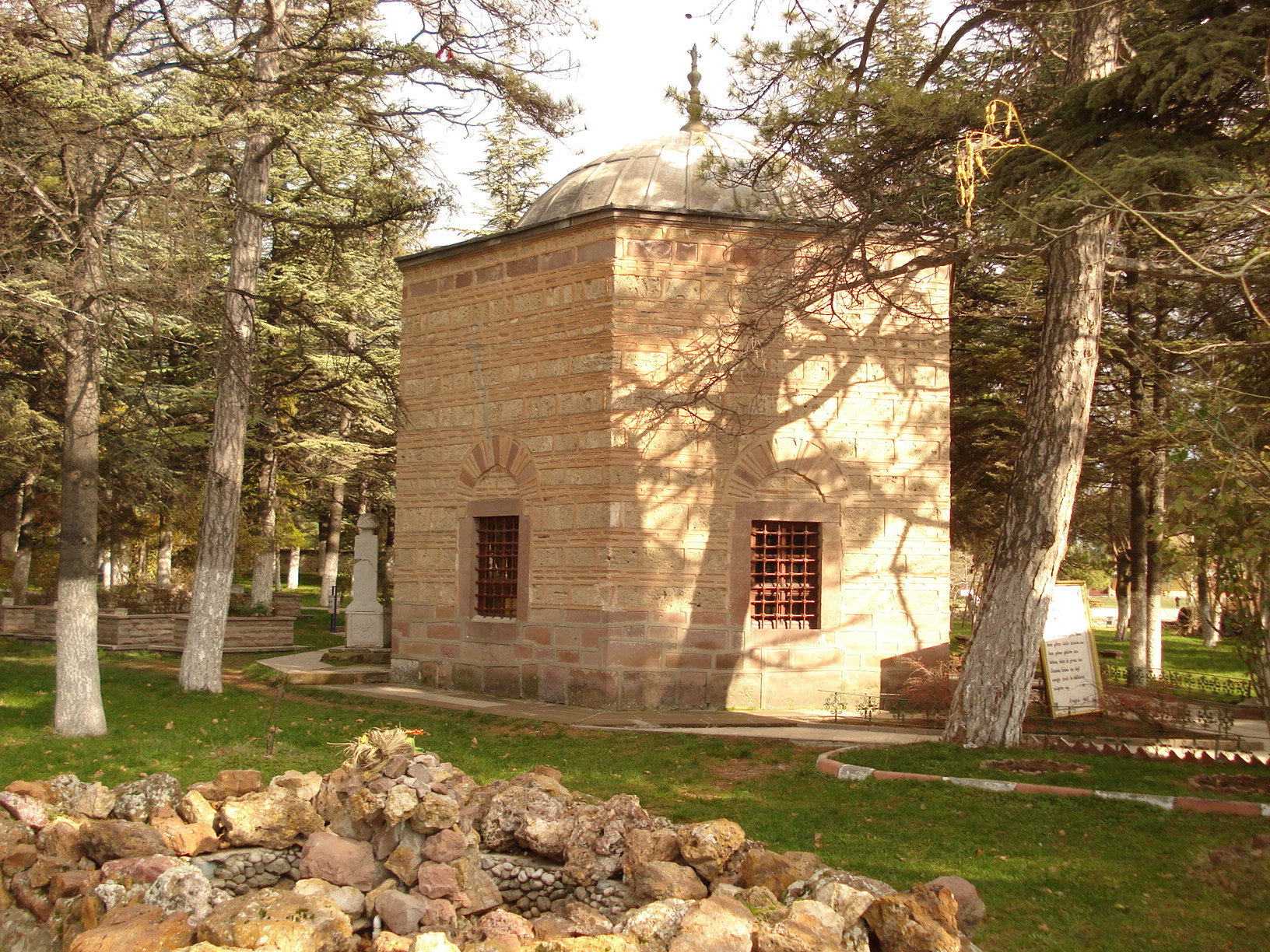
Ertuğrul-Gazi-Mausoleum in Söğüt

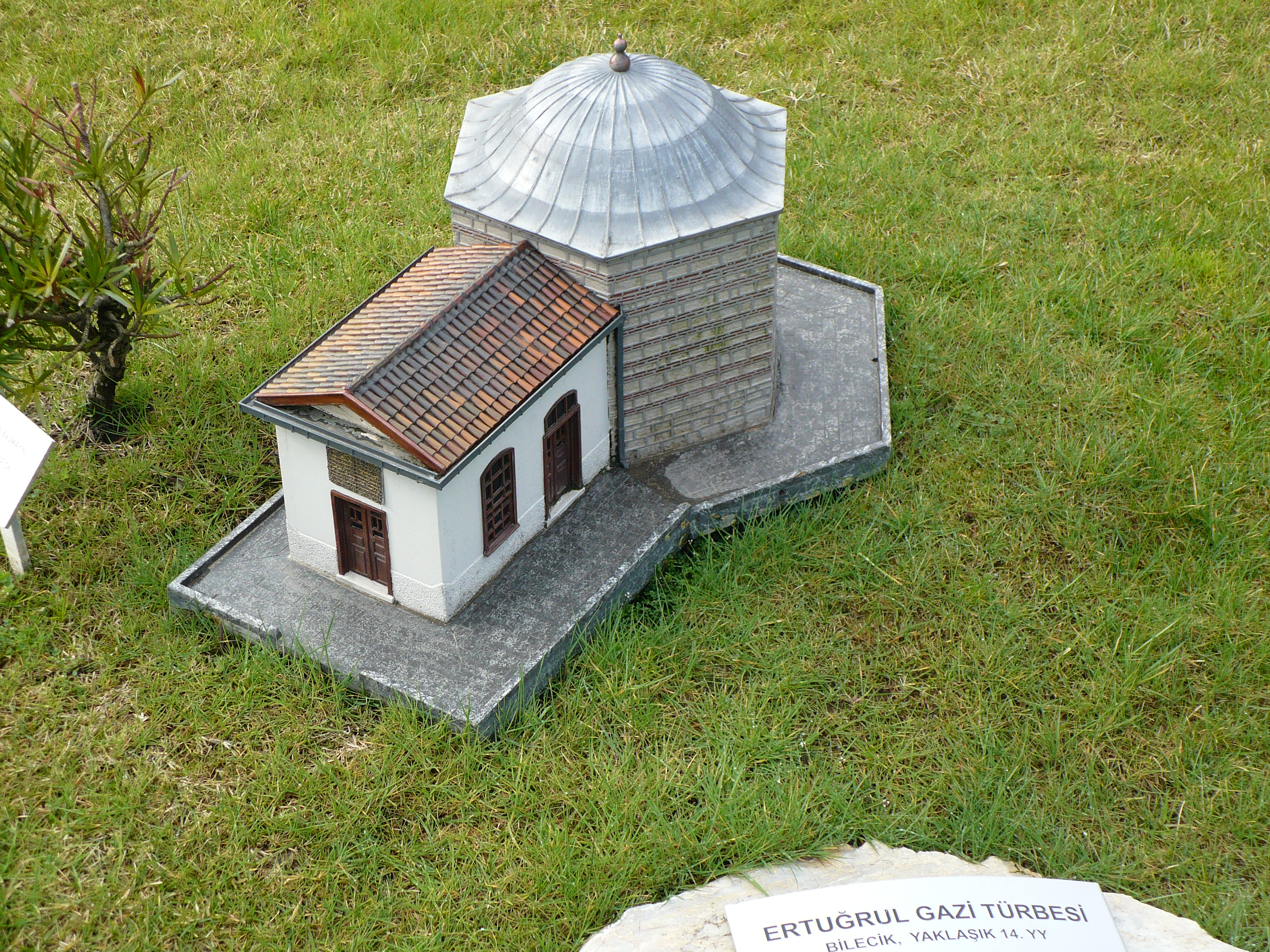
Modell der Grabanlage

Die Überlieferung fährt fort, dass Ertuğruls Brüder Sungur Tekin und Gündoğdu wieder nach Ahlat zurückkehrten, als die mongolischen Angriffe auch in Pasinler spürbar wurden, Ertuğrul aber mit seinem anderen Bruder Dündar Bey weiter nach Westen zog. In der Nähe von Sivas sollen sie auf eine Schlacht der Seldschuken gegen Mongolen gestoßen sein, bei der sie die Seldschuken unterstützten, die dann die Schlacht gewannen. Diese Schlacht wird nur in der Cihânnümâ von Neşrî erwähnt. Historiker meinen, damit kann auch die Yassıçimen-Schlacht zwischen Alâeddin Keykubad I. und den Choresm-Schahs von 1230 gemeint sein. Sultan Alâeddin Keykubad übergab 1230 Ertuğrul als Dank Karacadağ in der Nähe von Ankara, wo er mit seinem Stamm leben sollte.
Nach einiger Zeit in Karacadağ schickte Ertuğrul seinen Sohn Savcı Bey zum Sultan Alâeddin Keykubad, um ein neues Gebiet besiedeln zu dürfen. Den osmanischen Quellen nach bekam Ertuğrul diese Erlaubnis, wonach er mit seinem Stamm sich in der Umgebung von Söğüt, im Sakaryabecken, niederließ.
Nun befanden sich die Kayı an den Grenzen zu Byzanz. Von hier aus überfielen sie byzantinische Dörfer und Städte. Im Jahr 1231 startete Sultan Alâeddin Keykubad eine militärische Operation gegen Byzanz, um die Westgrenzen seines Reiches zu sichern. Der aus Konya kommenden seldschukischen Armee schlossen sich zur Unterstützung des Sultans in Eskişehir auch Ertuğrul Bey und seine Gefolgsleute an. Die Schlacht in Ermeniderbendi (heute: Pazaryeri) gegen die Truppen des byzantinischen Kaisers Laskaris gewannen die Seldschuken mit der Unterstützung der Krieger von Ertuğrul. Alâeddin Keykubad übergab Eskişehir als Auszeichnung an Ertuğrul.
Nach diesem Sieg belagerte Alâeddin Keykubad Karacahisar. Als zu der Zeit die Mongolen (Ilchanisches Herrscherhaus in Persien) Anatolien belagerten, kehrte der Sultan nach Konya zurück und überließ Ertuğrul Gazi das Kommando für die Operation. Nach langen Kämpfen eroberten Ertuğrul und die anderen türkmenischen Fürsten Karacahisar im Jahr 1231/32. Sie teilten die Kriegsbeute untereinander auf und sandten ein Fünftel der Beute sowie den Tekfur (christlichen Burgherren) an den Sultan. Im Anschluss eroberte Ertuğrul Söğüt – die Hauptstadt des späteren Fürstentums Osman. Der Sultan erkannte Söğüt offiziell als Eigentum Ertuğruls an.
Ertuğrul führte nicht nur Krieg gegen byzantinische Fürsten. Ein freundschaftliches Verhältnis hatte er zu den Fürsten von Belocome (Bilecik) und von Melangeia (Osmaneli). Söğüt war für die Kayı ein Kischlak (Winterresidenz). Domaniç war ihr Yaylak (Sommerweide).
Ertuğrul schlossen sich mit der Zeit andere erfahrene Uc-Beys wie Samsa Çavuş, Aykut Alp, Akçakoca, Kara Tegin und Konur Alp an. Dies hatte zur Folge, dass der oghusische Kayı-Stamm immer mächtiger wurde.

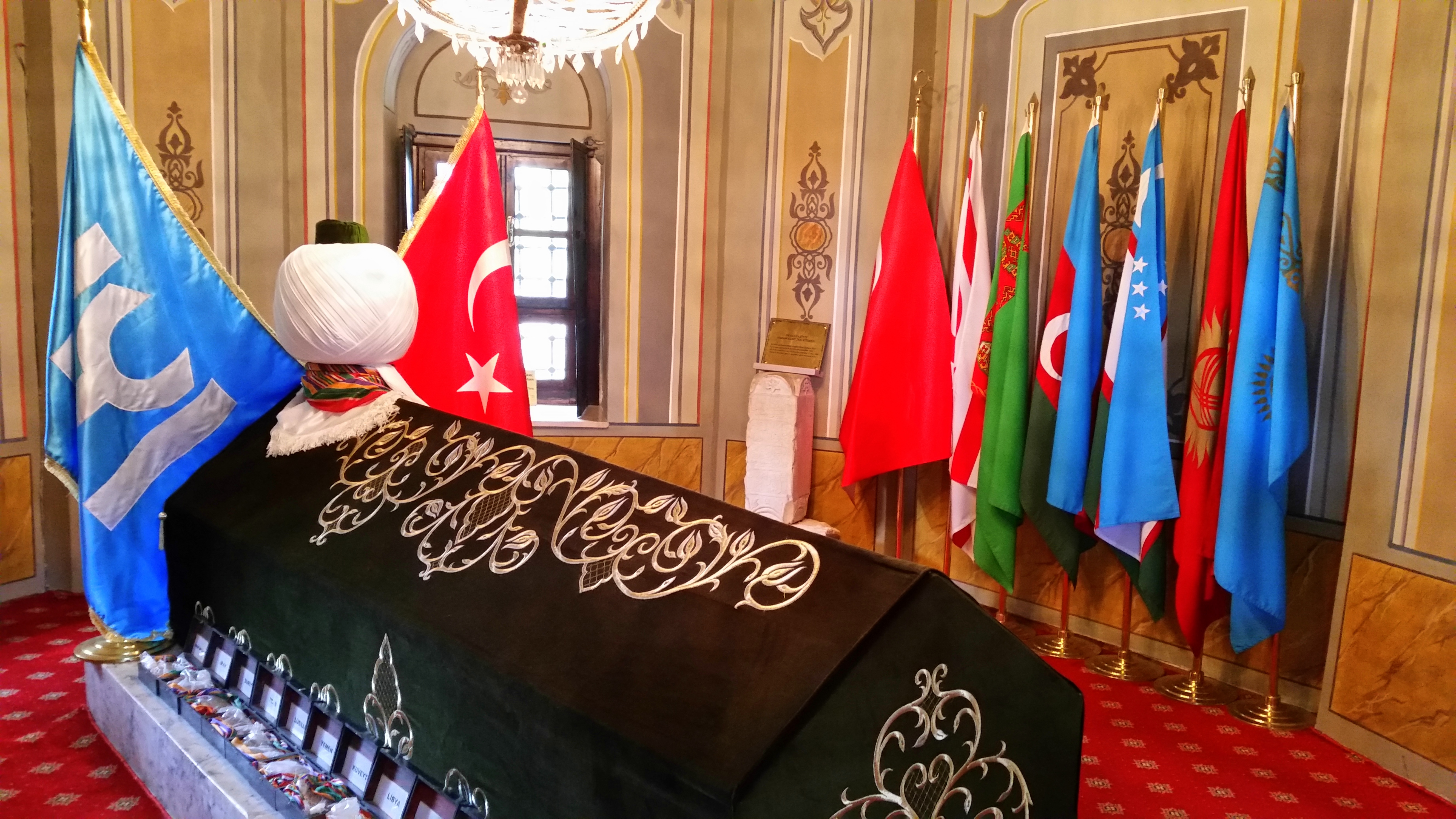
Ertuğrul Gazis Grab

### Spätgeschichte
Ertuğrul blieb ein Uc-Bey / Grenzgebiet-Fürst im Dienst des Seldschuken-Sultans. Der Überlieferung nach bekundete er noch 1279 seine Loyalität gegenüber dem Sultan Gıyaseddin Keyhüsrev III. und beschenkte ihn reichlich, als dieser im Jahr 1279 die Westgrenze zu Byzanz besuchte. Nach diesem Datum übergab der gealterte Ertuğrul die Leitung des Kayı-Aşirets an seinen Sohn Osman. Er verstarb einige Jahre danach (1281 oder 1282) mit über 90 Jahren. Andere Quellen geben sein Todesdatum auch mit 1288/1289 an. Eine Türbe außerhalb von Söğüt wird ihm zugeschrieben. Auf ihr befindet sich keine frühe Inschrift. Eine Inschrift stammt aus dem Jahr 1886–1887 zwecks Sanierung.

## Verfilmungen
- Kuruluş / Osmancık („Die Gründung / Osmancık“), Spielfilm, Türkei 1987, eine TRT-Produktion, Drehbuch: Tarık Buğra, mit Baykal Saran als Ertuğrul Gazi[8]
- Diriliş: Ertuğrul („Ertuğruls Auferstehung“), Fernsehserie, Türkei 2014–2019, eine TRT-Produktion, Produktion: Tekden-Film / Mehmet Bozdağ, Regisseur: Metin Günay, mit Engin Altan Düzyatan als Ertuğrul[9]